# (902) Probitas
(902) Probitas est un astéroïde évoluant dans la ceinture principale, découvert le 3 septembre 1918 par l'astronome autrichien Johann Palisa depuis l'observatoire de Vienne.
Son nom signifie probité.